# Napeogenes sodalis
Napeogenes sodalis är en fjärilsart som beskrevs av Richard Haensch 1905. Napeogenes sodalis ingår i släktet Napeogenes och familjen praktfjärilar. Inga underarter finns listade i Catalogue of Life.